# Тохолча
Тохолча (груз. თოხოლჩა) — село в Грузии, на территории Тианетского муниципалитета края (мхаре) Мцхета-Мтианети.

## География
Село находится в центральной части Грузии, на левом берегу реки Транули-Хеви (бассейн реки Иори), на расстоянии приблизительно 18 километров (по прямой) к югу от посёлка городского типа Тианети, административного центра муниципалитета. Абсолютная высота — 1119 метров над уровнем моря.

## Население
По результатам официальной переписи населения 2014 года в Тохолче проживало 22 человека (10 мужчин и 12 женщин). В национальной структуре населения грузины составляли 100 %.
| Год  | Население, человек |
| ---- | ------------------ |
| 2002 | 24                 |
| 2014 | ↘ 22               |